# US-Militärgelände bei Großauheim
US-Militärgelände bei Großauheim este o arie protejată (arie specială de conservare — SAC, sit de importanță comunitară — SCI) din Germania întinsă pe o suprafață de 72,32 ha, integral pe uscat.

## Localizare
Centrul sitului US-Militärgelände bei Großauheim este situat la coordonatele 50°06′34″N 8°57′45″E / 50.1094°N 8.9625°E.

## Înființare
Situl US-Militärgelände bei Großauheim a fost declarat sit de importanță comunitară în noiembrie 2004 pentru a proteja un număr necunoscut de specii din flora spontană și fauna sălbatică aflate în arealul zonei. Situl a fost protejat și ca arie specială de conservare în martie 2008.

## Biodiversitate
Situată în ecoregiunea continentală, aria protejată conține 2 habitate naturale: Vegetație psamofilă uscată cu pășuni deschise de Corynephorus și Agrostis, Ape stătătoare oligotrofe până la mezotrofe, cu vegetație de Littorelletea uniflorae și/sau de Isoëto-Nanojuncetea.
La baza desemnării sitului se află un număr nedeclarat de specii protejate.